# Macintosh Quadra 800
Macintosh Quadra 800はAppleによって設計、製造され、1993年2月から1994年3月まで販売されていたパーソナルコンピュータである。同じハードウェアを持つApple Workgroup Server 80もここで記述する。

## 位置付け
Appleの製品ラインナップにおける既存機種のQuadra 700と同950の間の層を補うように追加された。RAMの規格が新世代のものとなった（後述）ものの、VRAMの拡張性は低下した。

## ハードウェア
筐体：新設計で筐体カバーが鉄板主体となったが骨格はプラスティックである。当時のCD-ROMの需要の高まりを受けて、5インチのオープンドライブベイを備える。一部の構成には、ここにAppleCD 300i 倍速CD-ROMドライブやDATドライブが内蔵されていた。後継機種のPower Macintosh 8100と物理的互換性があるため、Appleによるアップグレードサービスが有償提供された。
RAM：FPDRAM 72-pin SIMMを新たに採用した。
ビデオ：ロジックボードに直接512KBのVRAMを搭載しており、16インチのサイズのモニターで256色（8ビット）のサポートを提供できる。2つのVRAM SIMMスロットを使って、上限の1MBまで増設することで、32,768色（16ビット）での表示が可能になる。なお既存のQuadra 700や900は2MBまで増設して24ビットカラーに対応できたため、この点は劣る仕様となった。同等以上のビデオグラフィック能力を求める場合は、NuBusスロットにビデオグラフィックボードを導入する必要がある。
その他：SCSIポート、2つのADBポートと2つのシリアルポート、3つのNuBusスロット、プロセッサダイレクトスロット、モノラルオーディオ入力、およびステレオオーディオ出力が搭載されている。AAUIイーサネットポートが含まれるかどうかは、地域によって異なった。

## 構成
1993年2月10日発表：
- Macintosh Quadra 800[4]：複数の構成で販売されている。いずれも新しく導入されたApple Desktop Bus Mouse IIが付属していた。
  - 8MB RAM（オンボード）、512KB VRAM（オンボード）、HDDなし
  - 8MB RAM（オンボード）、512KB VRAM（オンボード）、230MB HDD。 4,679米ドル。
  - 8MB RAM（オンボード）、512KB VRAM（オンボード）、500MB HDD
  - 24MB RAM（8MBオンボード + 16MB SIMM）、1MB VRAM（512KBオンボード+512KB SIMM）、1 GB HDD

1993年3月22日発表
- Workgroup Server  80
  - サーバーソフトAppleShareを同梱[2]